# Paul Lindenau
Paul Lindenau (* um 1489 in Chemnitz; † 25. März 1541 in Dresden) war ein deutscher lutherischer Theologe.

## Leben
Lindenau immatrikulierte sich 1505 an der Universität Leipzig und erwarb dort 1506 das Baccalaurat. 1507 trat er in das Benediktinerkloster in Chemnitz ein. Unter dem Einfluss der Reformation verließ er das Kloster und begab sich nach Ehrenfriedersdorf. Von dort führte ihn sein Weg als Prediger an die St.-Marien-Kirche in Zwickau, wo er sich zusammen mit Wolfgang Zeuner und Nikolaus Hausmann darum bemühte, die Mönche der Stadt für die Reformationsbewegung zu gewinnen.
Zu diesem Zweck verfasste das Trio 26 Predigten. Aus diesen gingen 1524 die gedruckten Thesen „Unterricht und Warnung an die Kirch zu Zwickau mit etzlichen Artikeln dem Klostervolk daselbst abgeschlagen“ hervor. Durch diese Aktivitäten entstand in Zwickau ein Streit um die Rechte des Rates in Kirchensachen. Da Lindenau polemisch und persönlich die Obrigkeit der Stadt angegriffen hatte, konnte er in Zwickau auch trotz Bemühungen Martin Luthers nicht bleiben. 1529 wurde er daher dort entlassen.
Nachdem er in Elsterberg, Neumark und Auerbach als Pfarrer gewirkt hatte, ging er 1537 als Hof- und Stiftsprediger zu Heinrich von Sachsen nach Freiberg. Hier geriet er in Streitigkeiten mit dem Superintendenten Jacob Schenck über die Geltung des Gesetzes für die Christen. Dieser Streit fand ein Ende, als er seinem Dienstherren nach Dresden folgte. Dort nahm er eine entscheidende Stellung bei der Einführung der Reformation ein und verstarb schließlich daselbst.